# Proprioception
Proprioception är varje människas förmåga att kunna avgöra de egna kroppsdelarnas position, vilket är en del av ens kroppsuppfattning. Detta fenomen kallas även djupsensibilitet och är nödvändigt för att kunna hålla balansen. För att kunna detta använder sig kroppen av en särskild sorts receptorer, proprioceptorer. Receptorerna registrerar ledernas lägen genom att registrera spänningen i muskler och senor. Viktigt är att denna information oftast inte registreras medvetet av oss. Receptorerna skickar informationen i lillhjärnsbanor i ryggmärgen till lillhjärnan där beslut om åtgärd fattas. Då vi blundar och medvetet försöker avgöra i vilken vinkel vårt knä (exempelvis) är böjt i leds informationen från proprioceptorerna till somatosensoriska cortex där informationen görs förståelig för oss.
Det finns tre typer av proprioceptorer:
- Golgis senorgan: Till våra skelettmuskler är senor kopplade. Dessa har vid alla tillfällen en viss spänning. Minimal, maximal eller ett värde däremellan. Denna spänning mäts i golgis senorgan (senspolar).
- Muskelspolar: På samma sätt som musklernas senor, sträcks eller förkortas skelettmusklerna vid minsta lägesförändring. Denna skillnad i längd uppfattas av muskelspolarna som också uppfattar hastigheten av denna längdförändring.
- Berörings- och tryckreceptorer: Dessa är lokaliserade omkring våra leder och mäter ledernas lägen och rörelser.

Tillsammans utgör dessa ovannämnda faktorer en essentiell del av vårt medvetna och omedvetna rörelsemönster. Utan dessa skulle bara en sådan sak som att fylla ett glas med kranvatten vara förknippat med en enorm koncentration. En frisk människa kompenserar automatiskt för viktökningen till följd av vattnet och slipper samtidigt tänka ut var hon ska placera fötterna för bästa balans. Proprioception gör det också möjligt för en människa att röra sig genom ett rum där det är helt mörkt. 
Proprioception kan användas av poliser för att avgöra om en bilförare är berusad. Man ber denne att blunda och sätta fingret på näsan. Normalt klarar människor detta med högst några centimeters fel, men berusade har betydligt svårare att klara detta. Människor som har skadat detta sinne har svårt att röra sig och måste hela tiden koncentrera sig på var de placerar fötterna.